# Webster (Nueva York)
Webster es un pueblo ubicado en el condado de Monroe en el estado estadounidense de Nueva York. En el año 2000 tenía una población de 37,926 habitantes y una densidad poblacional de 430 personas por km².

## Geografía
Webster se encuentra ubicado en las coordenadas 43°12′32″N 77°27′34″O / 43.20889, -77.45944.

## Demografía
Según la Oficina del Censo en 2000 los ingresos medios por hogar en la localidad eran de $58,746, y los ingresos medios por familia eran $69,629. Los hombres tenían unos ingresos medios de $50,263 frente a los $33,197 para las mujeres. La renta per cápita para la localidad era de $26,791. Alrededor del 3.9% de la población estaban por debajo del umbral de pobreza.